# Chilișoaia, Nisporeni
Chilișoaia este un sat din cadrul comunei Boldurești din raionul Nisporeni, Republica Moldova.

## Istoria localității
Satul Chilișoaia a fost înființat în anul 1923. Este un cătun amplasat între satele Boldurești și Băcșeni, sub dealul Fântâna Coțofenei. Nu se știe exact cum s-a ajuns la denumirea Chilișoaia pentru această așezare, care de altfel nu a căpătat o dezvoltare amplă.

## Geografie
Satul are o suprafață de circa 0,22 kilometri pătrați, cu un perimetru de 3,20 km. Distanța directă până în or. Nisporeni este de 17 km. Distanța directă pîna în or. Chișinău este de 93 km.

## Demografie
La recensământul din anul 2004, populația satului constituia 165 de oameni, dintre care 49,70% - bărbați și 50,30% - femei.

### Structura etnică
Structura etnică a localității conform recensământului populației din 2004:
| Grup etnic                           | Populație | % Procentaj |
| ------------------------------------ | --------- | ----------- |
| Băștinași declarați Moldoveni/Români | 165       | 100%        |
| Total                                | 165       | 100%        |